# Nolima praeliator
Nolima praeliator är en insektsart som beskrevs av Navás 1914. Nolima praeliator ingår i släktet Nolima och familjen fångsländor. Inga underarter finns listade i Catalogue of Life.